# Breiteberg
Der Breiteberg (510,1 m ü. NHN) ist ein Berg der Östlichen Oberlausitz in Sachsen. Er gilt als Hausberg von Hainewalde und ist von dort in ca. 30 Minuten zu erreichen.

## Lage und Umgebung
Der Breiteberg befindet sich im Übergangsbereich zwischen dem Zittauer Gebirge und der Östlichen Oberlausitz zwischen den Ortschaften Hainewalde, Großschönau und Bertsdorf. Am südlichen Fuß des Berges erstreckt sich die Hochfläche der Katzenhöhe. Nordöstlich erhebt sich der Scheibeberg, im Südosten der Seidelsberg und im Süden der Steinberg.

## Geologie
Der Breiteberg ist eine Phonolithkuppe auf einem Sockel aus Basaltgestein.
Er entstand im Tertiär, als eine große tektonische und vulkanische Aktivität in dem Gebiet herrschte.

## Geschichte
Der Breiteberg ist seit vielen Jahrhunderten durch eine Reihe von Sagen bekannt; die Sage von den „Querxen vom Breiteberg“, eine Art Zwerge, die im Berg wohnen, „Der Wilde Jäger auf dem Breitenberge“ sowie „Der Drache auf dem Breitenberge“. So wurde der Berg 1619 im Kirchenbuch von Bertsdorf auch als „Zwergberg“ bezeichnet.
1467 wurden den Hussiten am Breiteberg große Verluste zugefügt, als sie mit reicher Beute nach Böhmen ziehen wollten. Sie wurden hier von versteckten Zittauern angegriffen, die 150 Hussiten töteten.

## Aussichtsturm und Gipfelbereich

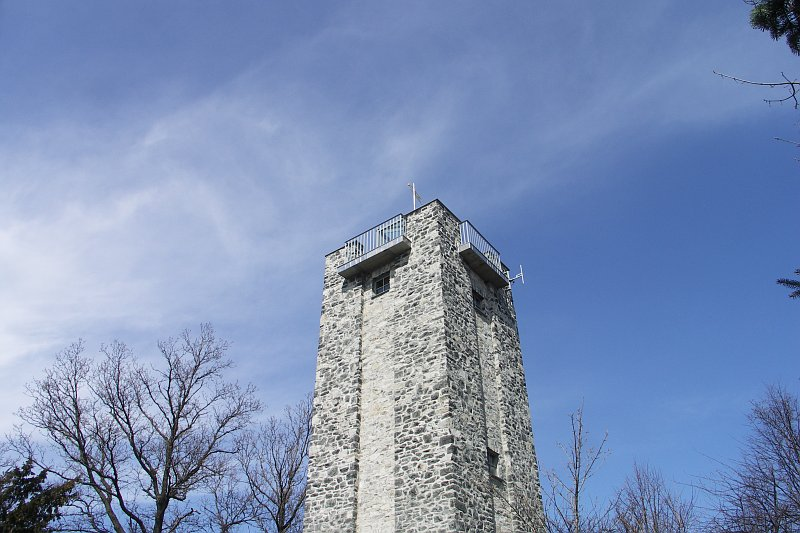
Dr.-Curt-Heinke-Turm

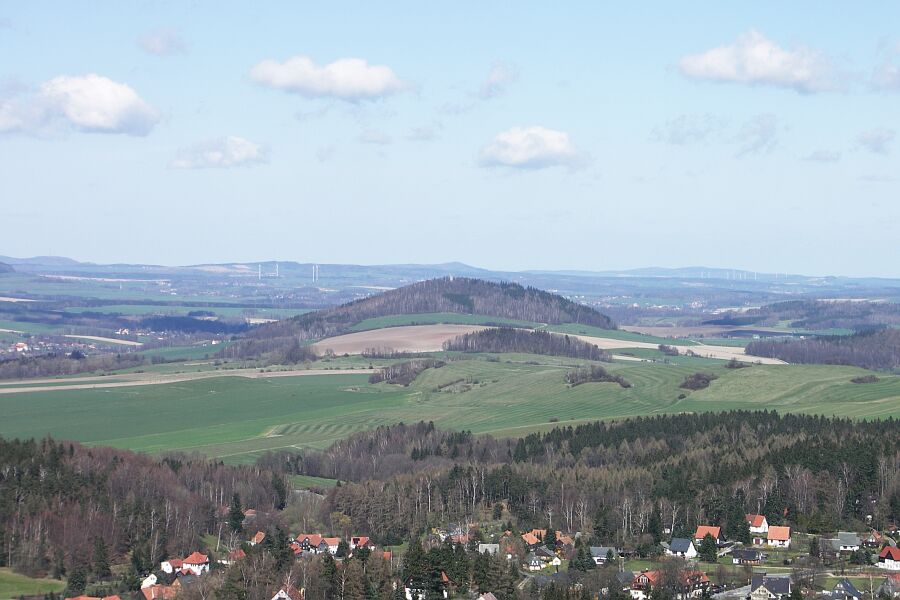
Breiteberg von der Jonsdorfer Felsenstadt aus gesehen

Bereits 1880 wurde ein hölzerner Aussichtsturm und durch Johann Franz Vorknecht auf dem Gipfel eine Baude als Sommerrestaurant eröffnet. Sie ist damit eine der ältesten Bergbauden der Umgebung. Der ursprüngliche hölzerne Turm hatte eine Gesamthöhe von 12 m. 1898 musste der Turm aber nach einem Sturmschaden abgetragen werden. 1936 wurde dann der 13 m hohe Dr.-Curt-Heinke-Turm nach Entwürfen des Zittauer Architekten Richard Schiffner mit den quadratischen Grundmaßen 5 m × 5 m errichtet – diesmal aus Stein, der in einem kleineren Steinbruch an der Südseite des Breiteberges gewonnen wurde. Er erinnert an einen „verdienstvollen Kenner der Südoberlausitz“, den Heimatforscher und Geologen Curt Heinke (1890–1934).

Sockel des ehemaligen Denkmals

Am 2. September 1891 wurde an der Nordseite ein 5 m hohes Denkmal für Kaiser Friedrich III. mit der Inschrift „Lerne leiden ohne zu klagen“ enthüllt. Die Bronzefigur auf einem Steinsockel erreichte eine Höhe von fünf Metern und wurde von der renommierten Berliner Gießerei Gladenbeck & Sohn geschaffen. 1947 wurde das Denkmal umgestürzt, die Bronze-Skulptur ist seitdem verschollen, nur der Steinsockel ist noch zu sehen.
Am Ende des 19. Jahrhunderts wurden durch den Bertsdorf-Hainewalder Gebirgsverein zwei Gedenksteine auf dem Breiteberg errichtet. einer im Jahr 1884 zu Ehren des Forschers und Seelsorgers Karl Wilhelm Dornik aus Hainewalde. Dieser Dornikstein ist heute im Turminnern aufgestellt. Der zweite Gedenkstein ehrte Carl August Zöllner. Dieser Zöllnerstein gilt seit langem als verschollen.
Der Turm wurde bereits zwischen 1966 und 1969 instand gesetzt. Seit der Renovierung des Dr.-Curt-Heinke-Turmes durch die Gemeinden Bertsdorf-Hörnitz und Hainewalde 2003/2004 befindet sich auf dem Turm eine geschlossene Glaskuppel und im Innern eine kleine geologische Ausstellung.

## Aussicht
Der Gipfel ist bewaldet, vom Aussichtsturm auf dem Gipfel hat man jedoch eine hervorragende Rundumsicht auf das Lausitzer- und Zittauer Gebirge, das Lausitzer Bergland, die Landeskrone bei Görlitz, das Isergebirge, das Riesengebirge sowie den Jeschken. Auf der Brüstung der Aussichtsplattform sind Orientierungstafeln angebracht. Den Schlüssel zum Turm erhält man in der Bergbaude.

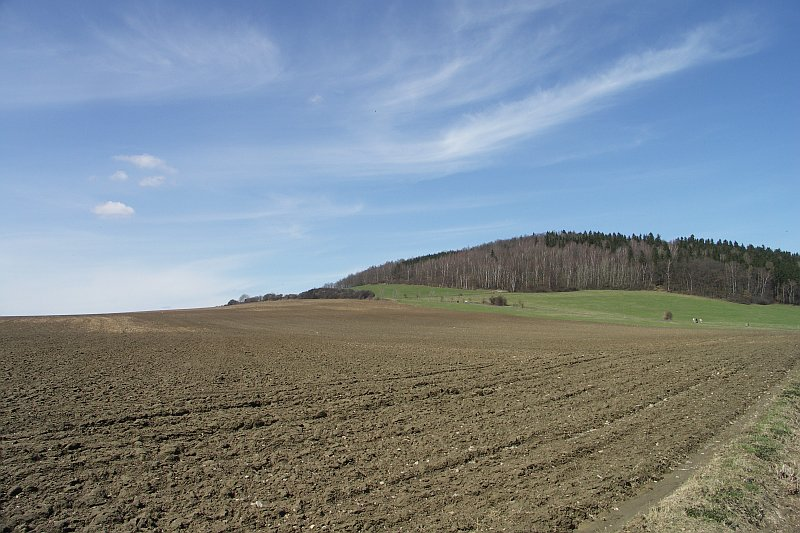
Aufstieg von Bertsdorf

## Wege zum Gipfel
Drei Wege führen zum Gipfel, wovon zwei beleuchtet sind. Von Bertsdorf aus führt ein Fahrweg nach oben, der der Versorgung der Breitebergbaude dient. Der von der Hainewalder Seite zum Gipfel führende „Martin-Köhler-Weg“ ist Wanderern vorbehalten.

## Sehenswertes
- Querxloch (höhlenartige Felsspalte)
- Tschoarschlsteen (Phonolithplatte zum Rutschen für Kinder)
- Querxenbrunnen od. Querxborn (eingefasste Quelle)
- Phonolithsteinbruch